# 香港鄧鏡波書院
22°16′26″N 114°10′18″E / 22.2739°N 114.1716°E
香港鄧鏡波書院（英語：Hong Kong Tang King Po College，簡稱港鄧、波記和HKTKPC）是香港一所位於灣仔區天主教男子中學，由慈幼會及鄧鏡波爵士於1965年創立。

## 歷史
校舍由香港著名工業家及慈善家聖思物德騎尉爵士鄧鏡波創立。
1965年開校，在灣仔校舍建造工程完成前，校方曾借用聖類斯中學作臨時校舍，直至1966年堅尼地道校舍完工。
1978年由「私立受助」轉為一間「政府津貼」之文法中學，亦由原名「香港鄧鏡波英文書院」改名為「香港鄧鏡波書院」。
1983年，校舍加建新翼，新翼共三層。
2012年起推行語言微調政策，現半數學生採用英語授課。
2013年5月成立法團校董會。
2022年逐步把不同科目轉回英語授課。

## 歷任校長
| 任次 | 校長                                   | 任期       |
| ---- | -------------------------------------- | ---------- |
| 1    | 顧達明神父 Fr. Gerard Kerklaan         | 1965－1968 |
| 2    | 薜理覺神父 Fr. Thomas Szeliga          | 1968－1971 |
| 3    | 霍思德神父 Fr. John Foster. SDB.       | 1971－1973 |
| 4    | 德日新神父 Fr. Alfonso M. Demmi        | 1973－1979 |
| 5    | 貝照良神父 Fr. Francesco Pezzola       | 1979－1983 |
| 6    | 鄭海康神父 Fr. Joseph Cheng Hoi-hong   | 1983－1986 |
| 7    | 黄光照神父 Fr. Clement Wong K.C.       | 1986－1987 |
| 8    | 李益僑神父 Fr. Thomas Lee. Y.K.        | 1987－1993 |
| 9    | 余富強神父 Fr. Jacob Yu Fu Keung, SDB. | 1993－2012 |
| 10   | 陳永堅先生 Mr. Chan Wing Kin,John      | 2012－2020 |
| 11   | 黃嘉明女士 Ms. Wong Ka Ming,Tracy      | 2020－今   |

## 社制
該校過往把學生分為四社，分別為紅、黃、藍、綠四社。由於前校長認為同學對社制歸屬感不大，因此四社於1995年底被取消，並以班際取代。
2012年9月，該任校長決定重新設立四社。分別為：House of RUA（盧華社）、House of SAVIO（維豪社）、House of VERSIGLIA（鳴道社）及House of RINALDI（納德社）。社的名稱均以慈幼會聖人為名，也是各社的主保聖人。學生在入學時便會被分派成四個社。四社在每年都會分別競逐校內各項學術與體育的比賽。總分最高的社成為總冠軍，並會頒發鮑思高盾作表揚。
●盧華社（Rua）：真福彌額爾·盧華神父，慈幼會會祖聖若望·鮑思高神父的第一位繼任人
●維豪社（Savio）：聖道明·沙維豪，庇護十二世於1954年宣佈成為聖人，奉為青少年的楷模
●鳴道社（Versiglia）：聖類斯·雷鳴道主教，慈幼會在中國的殉道者
●納德社（Rinaldi）：真福斐理伯·李納德神父，慈幼會會祖聖若望·鮑思高神父的第三位繼承人
 House of Rua（盧華社）：藍
 House of Savio（維豪社）：綠
 House of Versiglia（鳴道社）：紅
 House of Rinaldi（納德社）：黃

## 公開考試佳績

### 香港中學會考
- 1998年：產生兩名尖子分別獲七優及八優，於香港大學獲內外全科醫學士[來源請求]

### 香港高級程度會考
- 1989年：關文樂（三優，理科組，香港大學建築學）[來源請求]

## 班級結構及科目

### 班級結構
班別以英文字母A、B、C、D命名：
- 中一至中三以B班為精英班，C班也為英語授課班別。
- 中四至中六以D班為精英班，C班也為英語授課班別。
- 高中D班並需要額外選擇化學（英文）作第3個選修科。數學延伸單元部分（英文）只供C、D班學生選擇，A、B班學生只修讀核心課程。

2022年之後，高中D班並需要額外選擇數學延伸單元部分（英文）作第3個選修科。A、B、C班學生只修讀核心課程。化學（英文）供全部學生選擇。

#### 中四A班（精英班）最低收生要求（適用2012年之前）[6]
- 全級排名達70名以內（一般成功入讀者均為45名內）
- 英文科全級排名達70名以內（一般成功入讀者均為45名內）
- 操行B級以上
- 全年表現良好

### 高中課程
高中各組別學生，須修讀四科核心課目，及從以下各科目中選修兩科至四科，分別以英文及中文（部份班別）授課，選修課目可供選擇如下：
核心課目
- 中國語文
- 英國語文
- 數學
- 公民與社會發展科

選修課目
- 數學延伸單元（一）/（二）
- 物理
- 化學
- 生物
- 經濟
- 企業、會計與財務概論（會計）
- 中國歷史
- 地理
- 資訊及通訊科技
- 健康管理與社會關懷
- 視覺藝術
- 倫理與宗教

### 初中課程
初中生均須修讀共同課目，分別以英文及中文（部份班別）授課。修讀課程如下:
- 中國語文
- 英國語文
- 數學
- 物理
- 化學
- 生物
- 綜合科學
- 宗教（天主教）
- 電腦
- 普通話
- 中國歷史
- 世界歷史
- 生活與社會
- 地理
- 音樂
- 視覺藝術
- 體育

- 中國語文
- 英國語文
- 數學
- 物理
- 化學
- 生物
- 綜合科學
- 宗教-天主教
- 電腦
- 普通話
- 中國歷史
- 世界歷史
- 生活與社會
- 地理
- 音樂
- 視覺藝術
- 體育

## 學生組織及活動
香港鄧鏡波書院及九龍鄧鏡波學校的學生又稱為「波記仔」（Tangkingporian）。

### 學校主要學生組織
- 學生會幹事會（Students' Association），隸屬於學生會，創立於1985年，為學生爭取各項福利。每年亦舉辦多項活動。[8]
- 學生會監察委員會（Students' Supervisory Association），隸屬於學生會，負責監察學生會行政及財政狀況，並設多種渠道供學生發表意見。
- 學長會（Prefects' Association），創立於1975年，維持學校日常秩序。

### 傳統瞻禮
香港鄧鏡波書院每個學年都會舉行不同傳統學校瞻禮，每個瞻禮都會有特定主題和意義，同時亦是對學生進行身心靈教育的機會。
- 聖母無染原罪瞻禮（慶典）
- 聖鮑思高神父瞻禮
- 感恩節
- 聖母進教之佑瞻禮

### 傳統活動
- 學生節（Students' Festival）[9]
- 校園節拍（Singing Contest）
- 愛和平音樂會
- 港鄧好聲音
- 開學彌撒
- ECA午間活動

### 課外活動[9]

#### 運動
- 羽毛球學會（Badminton Club）
- 籃球學會（Basketball Club）
- 乒乓球學會（Table Tennis Club）
- 空手道學會 （Karate Club）
- 手球學會（Handball Club）
- 游泳學會 （Aquatic Club）

#### 學術
- 科學學會（Science Society）
- 數學學會（Mathematics Society）
- 地理學會（Geography Society）
- 中文辯論學會
- 人文學會 （Liberal Studies Society）
- English Made Easy
- Live English Association

#### 興趣
- 科技學會（Computer Society）（原：電腦學會）
- 戲劇學會（Drama Club）
- 攝影學會（Camera Club）
- 藝粹匯 （Aesthetic Society）
- 樂隊學會 （Band Society）
- 2017年：Connection - SJA x IMSC x HKTKPC x SKHTST Band Show
- 棋藝學會
- iMovie Club
- Dance Society
- Interact Club
- 樂GO人文

#### 服務
- 港島第三十五旅童軍團
- 港島第三十五旅深資童軍團
- 慈青曙暉德愛服務團
- 慈青輔祭及讀經組
- 慈青天主教同學會
- 少年警訊
- 學生升學及就業輔導組
- 攝影及錄影組
- 燈光音響組

#### 音樂
- 合唱團
- 樂團訓練
- 香港鄧鏡波書院50週年慈善音樂會

#### 商業
- 商業投資學會
- 經濟學會

#### 年宵攤位
- 2012年：望子成「龍」
- 2013年：那"蛇"年，港鄧一起搞的年宵
- 2015年："羊"鳴港鄧
- 2016年：港鄧封「猴」
- 2017年："雞"鄧仔
- 2018年："狗"大簋
- 2019年：港鄧"豬"肉檔
- 2024年：港鄧型龍
- 2025年：港鄧蛇王

### 聖誕舞會 Christmas Ball
- 2018年：Sparkles
- 2022年：Eternity

## 校徽
十字是天主教的記號，基督救贖的標誌。
帆船是香港的象徵、山是太平山、海港是維多利亞港。
在基督褔音的光照下，香港鄧鏡波書院的莘莘學子，在廣闊無垠的智識海洋上遠航。

## 刊物
- 《澄鏡》- 學生報
- 《鏡粹‧Gemstone》- 文集
- 《畫我詩情》- 詩畫集
- 《譶》- 文集
- 《情‧港鄧》
- 校刊
- 《鄧鏡波快訊》（TKP NEWS）
- 《香港鄧鏡波書院》50週年金禧特刊

## 特別園地
- PRIDE ARCADE（中文譯名：學習廊） - 為學科、學生的對外展覽場地
- GREEN HORIZON（中文譯名：生機園） - 提廣綠化，舉辨各項環保活動

## 校舍
- 校舍的主教學大樓共七層，而新翼則三層。
- 新翼於1983年始用。
- 按慈幼會傳統，地下設置了11台足球機。
- 課室及禮堂於1996年安裝空調系統，於2012年為禮堂進行冷氣更換工程 ，並於2024年為禮堂進行冷氣更換工程
- 學生電腦於1998年年中全面接通互聯網，並於2012年全面更新網絡系統。
- 校舍大堂於2008年進行翻新工程。
- 校舍6樓於2011年進行大規模改建工程，增建兩個課室並重建新的多媒體學習室（Multimedia Learning Centre）。
- 校舍2、3樓於2012年進行大規模改建工程，重建及擴建教員室，並重置校監室。
- 校舍於2021年進行大規模裝修工程及塗上油漆。
- 校舍6樓於2023年重建多媒體學習室，並改為STEM Room。